# 洛阳市中心医院
洛阳市中心医院，又名郑州大学附属洛阳中心医院、洛阳市第二人民医院，是洛阳市的一所三级甲等医院，是洛阳市紧急救援中心、洛阳市特检中心、洛阳市心脑血管病研究所、洛阳市胸科疾病研究所所在地。2011年12月被确定为郑州大学附属医院和郑州大学校外研究生培养基地。也是华中科技大学同济医学院、郑州大学护理学院、新乡医学院等院校的教学医院。

## 简介
医院位于洛阳市中心的中州中路288号，占地面积8万平米，建筑面积12.6万平米，开放1456张床位；现有1900余名职工，其中60名主任医师，142名副主任医师，14名医学博士，221名医学硕士，16名洛阳市优秀专家。
现任院长为同济医科大学教授李亚伟。

## 重点专科
- 首批国家级重点专科：妇科；
- 河南省重点培育专科：心脏外科、骨科、胸外科、神经内科、心内科；
- 洛阳市重点专科：心脏外科、胸外科、神经内科；
- 洛阳市特色专科：消化内科；
- 医院重点专科：心血管内科、泌尿外科；
- 医院重点培育专科：血管外科、耳鼻喉头颈外科、感染科；
- 洛阳市首家获得国家卫生部批准开展试管婴儿技术的大型医学中心：生殖医学中心。

## 荣誉
- 河南省群众满意医院
- 全国卫生系统先进集体
- 省双十佳医院
- 省文明单位

## 事故
2023年8月12日，洛阳市中心医院发生一起住院患者坠楼死亡事件。事件发生后，医院第一时间报警，配合公安机关开展调查，妥善处理相关工作。